# 万能に滾る如何様
「万能に滾る如何様」（ばんのうにたぎるいかさま）は、畑亜貴の3作目のシングル。2010年10月13日にMellow Headから発売された。

## 概要
- 前作「予感の天使を抱きしめて」から約10年ぶりのリリース。
- 自身初の3曲入り、そしてノンタイアップの作品である。
- PVが収録されているDVDが畑のCD作品に同梱されるのは初である。
- 本作のタイトルは、自身のラジオ番組である『畑亜貴らじお〜万能に滾る何様〜?』の由来でもある。

## 収録曲
1. 万能に滾る如何様 [4:38]
作詞・作曲：畑亜貴、編曲：加藤達也
2. オマエのココロは貧乏 [3:41]
作詞・作曲：畑亜貴、編曲：加藤達也
3. 絵になる欺瞞 [3:40]
作詞・作曲：畑亜貴、編曲：加藤達也

## DVD
1. 万能に滾る如何様（PV）